# スーパーモーニング
『スーパーモーニング』（英称:SUPER MORNING）は、1993年4月5日から2011年4月1日までテレビ朝日系列他で放送されていた平日朝のワイドショー・情報番組である。

## 概要・歴史

### 1993年4月 - 2000年9月
前身は日本のワイドショーの第1号であり、29年間続いた『モーニングショー』（第1期）で、当時は1時間番組（8:30 - 9:30）だったが、このタイトルとなってからは2時間番組となり、時間もほぼ2倍に拡大した。
NHK総合テレビ『連続テレビ小説』（2009年度まで8:15 - 8:30）終了後である8:30からワイドショーを開始としていた民放各局（テレビ東京を除く)だったが、本番組が8:00開始としたことを皮切りに民放他局もワイドショーを8:00開始に繰り上げていくこととなる。
初期は芸能ニュースを取り上げず、国会議員や政党役員による討論を定期的に行っていたが、その後は『モーニングショー』以来のリポーター取材による事件や芸能ニュースを中心としたワイドショーに転換した。さらに、番組後半では『モーニングショー』で人気コーナーだった「宮尾すすむのああ日本の社長」などの曜日別コーナーやテレビショッピングの「特選スーパーショッピング」を放送という方針を採った。1993年10月以降は芸能ニュースを取り上げていた。平日正午枠の系列外時差ネット廃止に伴い、本番組は系列外局で放送される唯一のテレビ朝日制作ワイドショーとなった。
番組開始当初の総合司会は『モーニングショー』末期の3人体制を引き継ぎ、若林正人・川瀬眞由美（当時テレビ朝日アナウンサー）・池谷幸雄が司会を務めていたが、視聴率の低迷で1993年9月に川瀬と池谷が降板し、10月4日からは松苗慎一郎（当時テレビ朝日アナウンサー）・伊藤聡子に交代。1994年4月1日に若林が降板、4月4日からは一時期を除いて男女ペアの体制が続く。伊藤は2000年3月まで、6年半司会を担当した。1994年10月に川野太郎が男性の司会に起用された。1995年は阪神・淡路大震災・オウム真理教事件を中心に放送。1997年4月からはTBS『朝のホットライン』で1982年から8年間スポーツコーナーを担当していた大沼啓延を司会に起用。1999年10月にはTBS『スーパーワイド』の司会を3年8ヶ月担当していた亀和田武を司会に起用。2000年4月から、女性司会者は下平さやか（テレビ朝日アナウンサー）が務めた。
オウム真理教事件の影響でTBSが1996年に『モーニングEye』『スーパーワイド』を終了。芸能デスクの宇都木員夫・リポーターの高村智庸・みといせい子（『モーニングEye』)・あべかすみ・山崎寛代（『スーパーワイド』）が1996年6月以降、TBSから当番組へ移籍した。

### 2000年10月 - 2002年9月
2000年10月には土・日曜日の『ANNスーパーJチャンネル』のメインキャスターを務めた蟹瀬誠一を総合司会に起用。フジテレビ系列『情報プレゼンター とくダネ!』内の「とくダネ!TIMES」に相当するコーナーを社会・芸能別に用意。9時台前半には討論コーナーを立ち上げた。また、アメリカ同時多発テロ事件では、蟹瀬がワシントンから1週間取材を行った。
苦戦を続ける中、平日昼では『ワイド!スクランブル』の大和田獏とテレビ朝日アナウンサーの大下容子のコンビが定着した（後の2009年秋改編で大和田は降板、後任は同局アナウンサーの寺崎貴司）。それを受けてか2002年4月に『癒し路線』を求めて俳優の前田吟を総合司会に起用するも、視聴率は全く奮わなかった。そのためわずか半年でリニューアルに踏み切る。この件で前田を総合司会に起用したスタッフが左遷された。なお、テレビ朝日の重役が前田のファンだったという理由による起用だった。前田はこの総合司会に関して、橋田壽賀子から批判されたことがある。
日本テレビ『ルックルックこんにちは』が2001年3月に終了したことに伴い、リポーターの井口成人が2001年4月から当番組へ移籍した。

### 2002年10月 - 2007年3月
2002年10月に大幅リニューアルを実施。テレビ朝日アナウンサーの渡辺宜嗣に『ザ・スクープ』の鳥越俊太郎という取材歴の長い2人に、当時テレビ朝日アナウンサーの徳永有美を加え、若林・川瀬・池谷の降板以来9年ぶりに総合司会3人体制を組む。渡辺は1991年4月1日から1993年4月2日までの2年間、『モーニングショー』の最後の総合司会（1993年4月に本番組に衣替えしたため）を務めてから9年半ぶりの同枠復帰。徳永は出演していた『やじうまワイド』が3ヶ月前に終了（降板）したばかり。さらに、「ニュースの職人」を自認する鳥越は、『ザ・スクープ』終了後の活動の場を求めており、ニュース路線を強める番組側との思惑が一致した形での出演となった。サブタイトルを「あれこれニュースショー」とし、「ニュースに貴賎なし」をスローガンに掲げて種々雑多なニュースを公平に扱うという路線を強めた。この時に番組略称を『スパモニ』とした。
これまでのワイドショー番組にはなかったような視聴者参加企画も実施した。2006年4月のリニューアルまで、オープニングは視聴者からのリクエストや番組側がその日に放送する内容に合った曲（洋楽・邦楽問わず）を「きょうの名曲」と題して放送していた（深刻なニュース・災害・事件が起こった日などは休止し、番組独自の音楽に差し替えられた。このOP放送中の12月24日になると、大抵山下達郎の『クリスマス・イブ』を流していた）。また、これまでの曜日別コーナーを廃止、放送終了後にインターネット投票で視聴者からの評価を訊くサバイバル企画「スパモニ企画」を放送した。リニューアル初期には番組中に留守電やFAX、メールで寄せられた意見や感想、質問や苦情・非難などを番組のラストに紹介した。
2003年4月、徳永がウッチャンナンチャンの内村光良と不倫（2人は2005年に結婚）をしていたことが発覚し、当時のテレビ朝日社長であった広瀬道貞も、4月22日に行われた定例社長会見で徳永に対する処分を示唆する発言を行った。徳永はワイドショー担当者として相応しくないとして4月25日放送分で降板となり、徳永の降板会見は飛び乗り局を配慮して8:50頃に放送された。
当時のテレビ朝日アナウンス室には適任者がいなかったため、女性総合司会が2003年4月28日から2ヶ月間空席となる。テレビ朝日は、渡辺のパートナーを準キー局の朝日放送（現：朝日放送テレビ）に求め、2003年6月末から当時同局アナウンサーの赤江珠緒が女性総合司会に就任する。当初契約を大幅に延長し、2006年4月のリニューアルまで司会を務めた。しかしながら、赤江降板時の視聴率はおよそ5%で、同時間帯横並び最下位であった。
2006年4月3日、テレビ朝日の再編に伴って放送開始が30分繰り上がり、7:30開始となる。同時に「あれこれニュースショー」というサブタイトルを廃し、渡辺のパートナーが赤江からテレビ朝日アナウンサーの野村真季に交代した。同時に、「きょうの名曲」はエンディングでの放送となった。この再編で『やじうまプラス』（当時は4:25から放送）と連携を組み、『やじうまプラス』の出演者が本番組にも登場する「5時間半ぶち抜きニュースショー」とPR（テレビ朝日のみ）。同時に、祝日を除き全国で最後まで、長年に亘って9:30 までの放送だった朝日放送が番組終了の9:55までの放送に踏み切った。これにより、9:30の飛び降り点がなくなった。
2006年10月にリニューアルした際に、7:30のオープニングで全国の天気（テレビ朝日系列局の所在地と釧路の25都市）と関東周辺の天気を流す様になる（天気予報を取り上げるのはしばらくなかった）。

### 2007年4月 - 2010年3月
当初は総合司会交代を機に本番組を終了させる予定だったが、大幅なテコ入れをすることで番組名はそのままとした。放送開始時間は8:00に戻り（これに伴い『やじうまプラス』は8:00までの放送になる）、タイトルロゴも一新された。総合司会は2006年3月まで総合司会を務めていた赤江珠緒と『ワイド!スクランブル』の「特報サイト」を担当していたテレビ朝日アナウンサーの小木逸平のコンビ。赤江は2007年3月いっぱいで朝日放送を退社し、フリーアナウンサーとして復帰した。また、番組宣伝は、赤江を前面に出したものとなっている。また、携帯電話を利用したテレビ電話での中継を常態化。「スパモニ機動中継隊」としてリポーターやディレクターが現地報告することになったほか、内容もそれまでの政治関係を扱う割合が少なくなり、リニューアル以前手薄になっていた芸能関係の扱う割合を増やした。
2007年4月のリニューアルで山陰放送・宮崎放送（いずれもTBS系列：当時は両局とも8:30に飛び乗りネット開始：2009年3月27日まで）を除く全ての局が8:00スタートになり、朝日放送は初めてフルネットとなった。
2007年10月1日からは、スタジオセットとタイトルロゴの色が変わる（青→茶）。それ以前はコメンテーターの人数が多すぎ、満足なコメントの時間がとれないことで不評だったため、コメンテーターの数を5人から3・4人へと減らす（北野誠は自身のラジオで「降ろされた」と発言）。
2009年3月27日には、山陰放送と宮崎放送で本番組のネットが打ち切られた。

### 2010年4月 - 番組終了
2010年3月29日から、オープニング 並びにテーマ曲を変更。同時に地上アナログ放送でもモノステレオ放送を開始した。
2009年頃からは硬派路線に舵を切ったり、2010年5月31日には再度オープニングを新コーナーである「教えてニュース!なんでそうなるの?」に変更するなどのリニューアルを繰り返すものの失敗が続き、10月4日からはコメンテーターの曜日移動や新コーナーの開始などのリニューアルが行われたが、これらを実施しても効果はなく、視聴率が3%台を記録する回もあり、且つ同時間帯の番組ではテレビ東京を除く最下位になっていた（関東地区・ビデオリサーチ社調べ）。これに加え、2009年以降における本番組の放送内容も問題視されるようになり、2010年7月と9月のテレビ朝日の番組審議会でも取り上げられた。
これらの影響で、2010年年末最後の放送は延長放送を実施せず全局定時終了となったほか、2011年の年始特番は放送せずに全局1月4日開始となった（後述）。さらに2011年1月には本番組をネットしている日本テレビ系列局の内、北日本放送と四国放送が同年3月31日限りでテレビ朝日の平日午前のワイドショーのネット自体を打ち切ることを決定する など、1980年代後半以降の『モーニングショー』同様、番組存続の危機に立たされることになった。
上記の事柄が重なったため、ネット局29局中、北日本放送と四国放送は予定通り2011年3月31日を以って本番組のネットを終了し、残る27局（テレビ朝日系列局と山梨放送・福井放送・高知放送）も翌4月1日に放送を終了し、18年の歴史に幕を下ろした。2011年3月28日から3月31日までは各曜日のレギュラー陣が終了の挨拶を行ったほか、最終回では、9時44分頃から約10分間に亘るエンディング部分において、金曜日のレギュラー陣、鳥越（この日は特別ゲスト扱い）、小木、そして赤江の順に最終回の挨拶を行い、番組を締めた。
翌週4月4日より、羽鳥慎一と赤江を総合司会とした後継番組『情報満載ライブショー モーニングバード!』が開始されたが、最終回では『モーニングバード!』並びに羽鳥についての紹介は行われなかった。
最終回の視聴率はテレビ東京を除く同時間帯最下位の4.3%であった。

## 出演者

### 総合司会
| 期間      | 期間      | 男性                | 女性       |
| --------- | --------- | ------------------- | ---------- |
| 1993.4.5  | 1993.10.1 | 若林正人 池谷幸雄   | 川瀬眞由美 |
| 1993.10.4 | 1994.4.1  | 若林正人 松苗慎一郎 | 伊藤聡子   |
| 1994.4.4  | 1994.9.30 | 松苗慎一郎          | 伊藤聡子   |
| 1994.10.3 | 1997.3.28 | 川野太郎            | 伊藤聡子   |
| 1997.3.31 | 1999.9.24 | 大沼啓延            | 伊藤聡子   |
| 1999.9.27 | 2000.3.31 | 亀和田武            | 伊藤聡子   |
| 2000.4.3  | 2000.9.29 | 亀和田武            | 下平さやか |
| 2000.10.2 | 2002.3.29 | 蟹瀬誠一            | 下平さやか |
| 2002.4.1  | 2002.9.27 | 前田吟              | 高橋真紀子 |
| 2002.9.30 | 2003.4.25 | 渡辺宜嗣            | 徳永有美   |
| 2003.4.28 | 2003.6.27 | 渡辺宜嗣            | （不在）   |
| 2003.6.30 | 2006.3.31 | 渡辺宜嗣            | 赤江珠緒   |
| 2006.4.3  | 2007.3.30 | 渡辺宜嗣            | 野村真季   |
| 2007.4.2  | 2011.4.1  | 小木逸平            | 赤江珠緒   |

- 太字はテレビ朝日アナウンサー。ただし、一部の人物は当時。
- 赤江は第1期の担当時は朝日放送アナウンサーとして、第2期はフリーアナウンサーとしての出演。
- 渡辺は前番組『モーニングショー』より再起用。

### コーナー担当
- 平石直之（2000年10月 - 2002年9月サブ司会、2002年4月 - 9月、「情報キャッチャー平石です」）
- 藤井暁、川北桃子（2002年10月 - 2003年4月、「ニュースシンラバンショー」（藤井が大相撲の取材があった場合は松井康真が代役を務めた）
- 渡辺宜嗣（2003年4月 - 6月、「スパモニあれこれ」）
- 赤江珠緒（2003年6月 - 2006年3月）
- 松井康真（月 - 金）、堂真理子（月 - 木）、石井希和（金）（2006年4月 - 5月。『やじうまプラス』から引き続いて出演）
- 西脇亨輔（2006年7月 - 2007年3月まで（「スパモニニュースBOX」、10月から「朝刊最大関心事」）。連携していた『やじうまプラス』から唯一引き続いて出演。2007年2月26日 - 3月2日は冬休暇のため古澤琢が代行）
- 小木逸平（2007年4月から半年間「お母さんのためのスポーツ紙入門」を、2009年4月 - 2011年3月は「スパモニ情報局」をそれぞれ担当）
- 上宮菜々子（2007年4月 - 2009年3月は「ニュースジョッキー」と「スポーツ紙入門芸能編」を、 2009年4月 - 2011年3月は「スパモニ情報局」→「ガラポン芸能特報」をそれぞれ担当）
- 佐々木亮太（2007年4月 - 2011年3月、中継コーナーを担当）

### ニュース
2007年4月開始。2010年9月まで『やじうまプラス』および『ANNニュース』兼任。
| 期間      | 期間      | 月曜       | 火曜       | 水曜     | 木曜     | 金曜       |
| --------- | --------- | ---------- | ---------- | -------- | -------- | ---------- |
| 2007.4.2  | 2007.9.28 | 矢島悠子   | 久保田直子 | 村上祐子 | 村上祐子 | 高橋真紀子 |
| 2007.10.1 | 2008.3.28 | 小川彩佳   | 久保田直子 | 村上祐子 | 村上祐子 | 高橋真紀子 |
| 2008.3.31 | 2009.3.27 | 佐分千恵   | 久保田直子 | 村上祐子 | 村上祐子 | 高橋真紀子 |
| 2009.3.30 | 2010.3.26 | 高橋真紀子 | 久保田直子 | 村上祐子 | 村上祐子 | 本間智恵   |
| 2010.3.29 | 2010.4.30 | 高橋真紀子 | 久保田直子 | 村上祐子 | 小川彩佳 | 本間智恵   |
| 2010.5.3  | 2010.7.2  | 高橋真紀子 | 久保田直子 | 小川彩佳 | 村上祐子 | 本間智恵   |
| 2010.7.5  | 2011.4.1  | 高橋真紀子 | 高橋真紀子 | 竹内由恵 | 村上祐子 | 本間智恵   |

### コメンテーター

#### ニュースナビゲーター
- 鳥越俊太郎（月 - 木曜）
- 山口一臣（金曜）

#### その他のコメンテーター
- 梨元勝
- 宇都木員夫
- 市川森一
- おすぎ
- 黒田福美
- 向井亜紀
- 高木美也子
- 地井武男
- 牧義行
- 神足裕司
- 石坂啓
- 紀藤正樹
- 山崎洋子
- 見城美枝子
- 清水建宇
- 川名紀美
- 井筒和幸
- 坂出洋二
- 金崎浩之
- 江川達也
- 北野誠
- 中嶋博行
- 原田大二郎
- 山崎元
- 山村紅葉
- 橋下徹
- 伊集院光
- 中村伊知哉
- 椛島永次
- 唐沢俊一
- 沖幸子
- 宮崎美子
- 萩谷麻衣子
- 寺脇研
- 衿野未矢
- 宮川俊二
- 室井佑月
- 山本博
- 江上剛
- 白石真澄
- 石丸幸人
- 村田晃嗣
- 吉永みち子
- 田中喜代重
- 森永卓郎
- 大澤孝征
- 落合恵子
- 若一光司
- 大谷昭宏
- 山田道子
- 東ちづる
- やくみつる
- 松尾貴史
- 長嶋一茂
- 木場弘子

### リポーター
- 井口成人（2001年4月 - 、元・日本テレビ『ルックルックこんにちは』リポーター）
- 北原雅樹（元グレートチキンパワーズ）
- 高村智庸（元・TBS『モーニングEye』リポーター）
- 立花裕人（2005年4月 - 、ラジオパーソナリティ・『CNNデイブレイク』など元キャスター）
- 所太郎（日本テレビ『THE・サンデー』でもリポーターを務める）
- 寺崎貴司（テレビ朝日アナウンサー、1996年4月から数年間）
- 山口豊（テレビ朝日アナウンサー、1994年10月から1996年3月。オウム真理教事件などを取材）
- 加藤えり
- 木内希
- 玉川徹（リポーター陣の中で唯一テレビ朝日の報道局社員、議員年金・公務員宿舎などのシリーズを担当[注 7]）
- みといせい子（芸能コメンテーター、元・TBS『モーニングEye』『3時にあいましょう』リポーター）
- 原元美紀（2006年4月 - ）
- 石崎佳代子（2006年4月 - 、元『朝いち!!やじうま』のお天気お姉さん。スポーツ担当。事件ものには出て来ない）
- 山崎寛代（芸能コメンテーター、元・TBS『3時にあいましょう』『スーパーワイド』リポーター）
- 黒宮千香子（2008年10月-）
- 立原啓裕（特集企画専任）

## タイムテーブル
（番組終了時点）
- 8:00 今日のラインナップの紹介・オープニング
- 8:02 ニュース・曜日別企画・特集
- 9:19 スパモニ情報局・中継（機動中継隊）
- 9:39 ガラポン芸能特報
- 9:47 最新ニュース
- 9:51 ん ちょっと言わせて!・今日の予定稿・エンディング

番組内容などによってはタイムテーブルが変更される場合がある。

なお最新ニュースは、ニュースが入り次第、適宜放送される。

## 主なコーナー
- 教えてニュース!なんでそうなるの?（不定期放送）

2010年5月31日からのコーナー。井戸端会議をモチーフにしていると見られる。ニュースの真相を小木が見開きパネルを使って説明する。金曜日にはコーナー開始前にお笑いコンビ・Wコロンによるなぞかけがある。見開きパネルの表紙にはニュースの内容をイメージした「風刺画」が描かれていて、2010年6月21日 - 7月2日まではテレビ朝日携帯サイトの｢ニュースEX祭｣内でその画をダウンロードすることができた。出演者のネームテロップも「教えてニュース」用に作られたものを使用していた。2010年7月2日まではタイトルコールとSEがあり、それぞれ濱田マリが担当していた（重大ニュースがあった場合は､休止する場合があった）。
2010年6月25日までは「教えてニュース」をオープニングコーナーとして放送。赤江以外の出演者が円卓テーブルで雑談していて、そこに赤江が加わるという形からスタート。2010年6月28日からは最初のVTRを放送した後に「教えてニュース」を放送する。10月以降は不定期放送。
- スパモニ情報局

話題等を小木で進行。
- 中継コーナー

佐々木アナが、関東を中心とした各地の話題のスポットから生中継で伝える。
- ガラポン芸能特報[注 8]

上宮アナとみといせい子（月・火）山崎寛代（水 - 金）の2人が芸能情報を伝える。
- 最新ニュース

ニュースルームから最新ニュースをほぼ30分おきに放送。

### 過去の主なコーナー
- 討論コーナー

2001年頃から番組の後半に討論コーナーを放送する事がある。進行は渡辺で、セットの中央に机を用意して討論を行う（サンプロの様な）。鳥越以外のレギュラーのコメンテーターは討論に参加しない事が多い。また、討論中にCMに入る時の効果音は討論コーナー用のBGMを流す。出番としては少なかった。
- 芸能界トラの穴

番組開始からの長寿企画として挙げられる。芸能リポーター梨元勝が話題の芸能ニュースについて独自の評論・解説をする、というもの。TBSがワイドショーから撤退すると、TBS専属だった宇都木員夫とともに放送することになる。番組自体が硬派路線に進む中で異色の存在として放っていたが、梨元がTBS系列『きょう発プラス!』（2005年4月 - 2006年9月）に移動したため終了。
- 喝!恥知らずの現場

2006年秋から始まったコーナー。ゴミ屋敷、河川敷ゴルファー、落書き、飲酒運転など迷惑な行為をリポートする。コメンテーターの横に「恥」と書かれ十等分されたブロックが用意されており、ブロックの数でどれだけ恥な行為なのかを判定する。8時50分頃に始まることが多い。後に「恥さらしな日記」とコーナー名を変え、不定期に放送される。
- スパモニ・オンブズマン

- 納得できない!

- お母さんのためのスポーツ紙入門

スポーツ紙の見出し・記事を小木が紹介。BGMはゴダイゴの「モンキーマジック」。芸能編は上宮と当日の芸能担当デスクが出演。週刊誌の中刷り紹介は佐々木が担当。
- エンタメ新聞 スクープ最前線

「お母さんのためのスポーツ紙入門」と似たコーナー。
- ニュースジョッキーテンポUP
- Dr.木下の「スパモニ人間ドック」（隔週木曜）

木下博勝が病気の予防法や、手軽に出来る運動を紹介。

## テーマ曲
| 期間      | 期間      | 歌手名・曲名                                    | 備考 |
| --------- | --------- | ----------------------------------------------- | --- |
| 1993.4.5  | 1993.10.1 | 曲名不明                                        | 新番組開始の番組宣伝では『ファイナルファンタジーシリーズ』のBGMの一つである『チョコボのテーマ』を番組独自によるアレンジを使用 |
| 1993.10.4 | 1994.9.30 | 曲名不明                                        | |
| 1994.10.3 | 1995.3.31 | JIMSAKU『NAVEL OF THE EARTH』                   | |
| 1995.4.3  | 1996.3.29 | JIMSAKU『AWAKENING』                            | 訃報から始まる場合は別アレンジを使用                                                                                          |
| 1996.4.1  | 1997.3.28 | 本多俊之（曲名不明）                            | |
| 1997.3.31 | 2000.9.29 | 梁邦彦『The Wings of Mirage』                   | |
| 2000.10.2 | 2001.9.28 | 本田雅人『…And You?』                           | |
| 2001.10.1 | 2002.3.29 | 小松未歩の作曲によるインスト曲 ※曲名なし        | |
| 2002.4.1  | 2002.9.27 | 松たか子『Clover』                              | |
| 2002.9.30 | 2006.3.31 | きょうの名曲 ※日替わり                          | 詳細は前述 |
| 2006.4.3  | 2006.5.31 | （なし）                                        | 効果音のみ |
| 2006.6.1  | 2006.9.29 | 曲名不明                                        | タイトルコールが入る |
| 2006.10.2 | 2007.3.30 | 曲名不明                                        | リニューアル1週間前は別の曲                                                                                                   |
| 2007.4.2  | 2010.3.26 | 川井郁子『Morning to the future（未来への朝）』 | |
| 2010.3.29 | 2011.4.1  | 川井郁子『Morning Shine』                       | |

## 放送時間
| 期間             | 期間              | 放送時間    | 備考 |
| ---------------- | ----------------- | ----------- | --- |
| 1993.4.52007.4.2 | 2006.3.312011.4.1 | 8:00 - 9:55 | いずれも月曜日から金曜日の基本放送時間（制作するテレビ朝日の場合）祝日スペシャルやスポーツ中継による変更は別記掲載 |
| 2006.4.3         | 2007.3.30         | 7:30 - 9:55 | いずれも月曜日から金曜日の基本放送時間（制作するテレビ朝日の場合）祝日スペシャルやスポーツ中継による変更は別記掲載 |

## ネット局
※太字は2011年4月1日の最終回をネットし、後継番組『モーニングバード』をネットしていた局。系列はネット終了時点のもの。
| 放送対象地域   | 放送局                                             | 系列                          | 備考      |
| -------------- | -------------------------------------------------- | ----------------------------- | --------- |
| 関東広域圏     | テレビ朝日（ANB→EX）                               | テレビ朝日系列                | 制作局    |
| 関東広域圏     | テレビ朝日（ANB→EX）                               | テレビ朝日系列                | [ 注 10 ] |
| 北海道         | 北海道テレビ（HTB）                                | テレビ朝日系列                |           |
| 青森県         | 青森朝日放送（ABA）                                | テレビ朝日系列                |           |
| 岩手県         | 岩手朝日テレビ（IAT）                              | テレビ朝日系列                | [ 注 11 ] |
| 宮城県         | 東日本放送（KHB）                                  | テレビ朝日系列                |           |
| 秋田県         | 秋田朝日放送（AAB）                                | テレビ朝日系列                |           |
| 山形県         | 山形テレビ（YTS）                                  | テレビ朝日系列                |           |
| 福島県         | 福島放送（KFB）                                    | テレビ朝日系列                |           |
| 新潟県         | 新潟テレビ21（NT21→UX）                            | テレビ朝日系列                | [ 注 12 ] |
| 長野県         | 長野朝日放送（ABN→abn）                            | テレビ朝日系列                |           |
| 山梨県         | 山梨放送（YBS）                                    | 日本テレビ系列                |           |
| 静岡県         | 静岡けんみんテレビ（SKT） ↓ 静岡朝日テレビ（SATV） | テレビ朝日系列                | [ 注 13 ] |
| 富山県         | 北日本放送（KNB）                                  | 日本テレビ系列                | [ 注 14 ] |
| 石川県         | 北陸朝日放送（HAB）                                | テレビ朝日系列                |           |
| 福井県         | 福井放送（FBC）                                    | 日本テレビ系列 テレビ朝日系列 |           |
| 中京広域圏     | 名古屋テレビ（メ～テレ/NBN）                       | テレビ朝日系列                |           |
| 近畿広域圏     | 朝日放送（ABC）                                    | テレビ朝日系列                | [ 注 15 ] |
| 島根県・鳥取県 | 山陰放送（BSS）                                    | TBS系列                       | [ 注 16 ] |
| 広島県         | 広島ホームテレビ（HOME）                           | テレビ朝日系列                |           |
| 山口県         | 山口放送（KRY）                                    | 日本テレビ系列 テレビ朝日系列 | [ 注 17 ] |
| 山口県         | 山口朝日放送（YAB→yab）                            | テレビ朝日系列                | [ 注 18 ] |
| 徳島県         | 四国放送（JRT）                                    | 日本テレビ系列                | [ 注 19 ] |
| 香川県・岡山県 | 瀬戸内海放送（KSB）                                | テレビ朝日系列                |           |
| 愛媛県         | 南海放送（RNB）                                    | 日本テレビ系列                | [ 注 20 ] |
| 愛媛県         | 愛媛朝日テレビ（EAT→eat）                          | テレビ朝日系列                | [ 注 21 ] |
| 高知県         | 高知放送（RKC）                                    | 日本テレビ系列                |           |
| 福岡県         | 九州朝日放送（KBC）                                | テレビ朝日系列                |           |
| 長崎県         | 長崎文化放送（ncc）                                | テレビ朝日系列                |           |
| 熊本県         | 熊本朝日放送（KAB）                                | テレビ朝日系列                |           |
| 大分県         | 大分放送（OBS）                                    | TBS系列                       | [ 注 22 ] |
| 大分県         | 大分朝日放送（OAB）                                | テレビ朝日系列                | [ 注 18 ] |
| 宮崎県         | 宮崎放送（MRT）                                    | TBS系列                       | [ 注 23 ] |
| 鹿児島県       | 鹿児島放送（KKB）                                  | テレビ朝日系列                |           |
| 沖縄県         | 琉球放送（RBC）                                    | TBS系列                       | [ 注 24 ] |
| 沖縄県         | 琉球朝日放送（QAB）                                | テレビ朝日系列                | [ 注 25 ] |

### ネット局に関する概要
岩手朝日テレビ開局に伴う放送開始は事実上、1979年12月に『モーニングショー』の岩手県でのネットが打ち切られて以来の復活となった。
2011年4月1日の最終回はテレビ朝日系列（フルネット）24局と日本テレビ系列3局での放送となった。
なお、番組内のCMの部分では、最初にテレビ朝日の番組宣伝が流れていたが、日本テレビ系列各局ではACジャパンのCMに差し替えられていた。

### 放映権移行や他系列のネット打ち切り
- 『モーニングショー』時代よりテレビ朝日系列の置局のない地域での系列外ネットが多かったが、本番組になってからも山口・愛媛・大分・沖縄の4県はテレビ朝日系列の開局による放映権移行を行った。
- 一方で、TBS系列である山陰放送と宮崎放送並びに日本テレビ系列である北日本放送と四国放送の4局は、本番組打ち切りに伴い本放送枠自体のネット打ち切りとなっている。（系列はネット当時の系列、切り替えた番組は下表参照）

#### 山口県・大分県における放映権移行
- 山口放送（日本テレビ系列・テレビ朝日系列）は山口朝日放送開局に伴い山口朝日放送へ、大分放送（TBS系列）も大分朝日放送開局に伴い大分朝日放送へ、1993年10月1日にそれぞれ放映権移行。

#### 愛媛県・沖縄県における放映権移行
- 南海放送（日本テレビ系列）は愛媛朝日テレビ開局に伴い1995年4月3日から愛媛朝日テレビへ放映権移行。琉球放送（TBS系列）は琉球朝日放送開局に伴い1995年10月2日から琉球朝日放送へ放映権移行[注 26]。

#### 山陰放送と宮崎放送での打ち切り
- 2009年3月27日の放送を以って、前身『モーニングショー』を1966年から43年間にわたってテレビ朝日制作平日朝のワイドショーをネットしてきたTBS系列の山陰放送[注 16]と宮崎放送[注 23][注 27] が同時ネットを打ち切った[注 28]。
- 同日の放送では、エンディングで赤江珠緒が「松江と宮崎の皆様にお知らせです。山陰放送と宮崎放送をご覧の皆様は、今日が最終回です。43年間ありがとうございました」と両局の視聴者に対して、前身『モーニングショー』時代からの同時間枠での系列外ネット打ち切りの挨拶で番組を締めた。
- これにより、同時間枠やテレビ朝日系ワイドショーをネットしていたTBS系列局は『モーニングショー』開始45年目にして全廃された。これにより同日以降、本番組は全ネット局の放送時間が統一された。

#### 北日本放送と四国放送での打ち切り
- さらに、2011年4月1日の本番組終了前日である同年3月31日を以って、前身『モーニングショー』から同枠をネットしてきた、日本テレビ系列の北日本放送[注 14]と四国放送[注 19]が本番組を打ち切った。北日本放送では、先述の宮崎放送同様に「『スーパーモーニング』から本来の系列番組（日本テレビ系列では『スッキリ!!』）にネットを切り替えてほしい」という声が多く寄せられていた（北日本放送は2011年1月に『スッキリ!!』のネット開始および本番組のネット打ち切りを公式サイトで公表した際、「これまで多数寄せられたご要望にお応えした」としている[5]）。四国放送に関しては徳島県のケーブルテレビにおける地上デジタルテレビ放送の読売テレビと西日本放送両社の再送信をさせないための改編の一環によるものである[注 29][8]。
- 同日の放送では、エンディング部分の冒頭で赤江珠緒が「『スーパーモーニング』では、今週で18年の歴史に幕を下ろします。北日本放送と四国放送をご覧になっている、富山県と徳島県の皆様とは、今日でお別れということになります。本当にありがとうございました」と両局の視聴者に挨拶した。そして、木曜日のレギュラー陣の最後の挨拶の後、再び赤江が「『スーパーモーニング』は、明日を以って18年の歴史に幕を下ろすことになります。四国放送、そして北日本放送をご覧の皆様は、一足早く今日お別れということになります。本当に長い間、ありがとうございました」と、改めて両局の視聴者に向けて本番組の終了並びに『モーニングショー』時代からの同時間枠の系列外ネット打ち切りの挨拶を行い、番組を締めた。
- これにより、テレビ朝日系ワイドショーを同時間枠のみネットしていた他系列局は全廃され、同年4月1日（同番組最終日）から2015年3月31日まで同時間枠をネットする日本テレビ系列局は土曜日の同時間帯に『朝だ!生です旅サラダ』（朝日放送テレビ制作）を系列外ネットしている山梨放送[注 30]・福井放送[注 31]・高知放送[注 32] の3局となった。

本番組の旧ネット局で放映権移行後に切り替えた番組や、本番組が打ち切りになった8局で切り替えた番組は以下の通り。クロスネット局だった山口放送を除く各局は本番組が最後の本来の系列のネットワークセールス差し替え番組であった。
| 放送対象地域  | 放送局     | 後番組                                    | 後番組の開始時期 | 備考 |
| ------------- | ---------- | ----------------------------------------- | ---------------- | --- |
| 山口県        | 山口放送   | 『ルックルックこんにちは』 （日本テレビ） | 1993年10月1日    | 山口朝日放送開局並びにNNN・NNSフルネット局化に伴うネット再開 |
| 大分県        | 大分放送   | 『モーニングEye』 （TBS）                 | 1993年10月1日    | 大分朝日放送開局に伴うネット開始 |
| 愛媛県        | 南海放送   | 『ルックルックこんにちは』 （日本テレビ） | 1995年4月3日     | 愛媛朝日テレビ開局に伴うネット再開 |
| 沖縄県        | 琉球放送   | 『モーニングEye』 （TBS）                 | 1995年10月2日    | 琉球朝日放送開局に伴うネット開始 |
| 鳥取県 島根県 | 山陰放送   | 『はなまるマーケット』 （TBS）            | 2009年3月30日    | 本番組打ち切りに伴うネット開始 JNNネットセールス番組全番組同時ネット化 『はなまる』は2局におけるネット開始と同時にJNN協定適用 『みのもんたの朝ズバッ!』は飛び降り解消並びにフルネット化 |
| 宮崎県        | 宮崎放送   | 『はなまるマーケット』 （TBS）            | 2009年3月30日    | 本番組打ち切りに伴うネット開始 JNNネットセールス番組全番組同時ネット化 『はなまる』は2局におけるネット開始と同時にJNN協定適用 『みのもんたの朝ズバッ!』は飛び降り解消並びにフルネット化 |
| 富山県        | 北日本放送 | 『スッキリ!!』 （日本テレビ）             | 2011年4月1日     | 本番組打ち切りに伴うネット開始 『スッキリ!!』開始と同時にNNSネットセールス番組全番組同時ネット化と同時に 日本テレビ系列平日午前のワイドショー枠のネット復活                             |
| 徳島県        | 四国放送   | 『スッキリ!!』 （日本テレビ）             | 2011年4月1日     | 本番組打ち切りに伴うネット開始 『スッキリ!!』開始と同時にNNSネットセールス番組全番組同時ネット化と同時に 日本テレビ系列平日午前のワイドショー枠のネット復活                             |

### 飛び乗り・飛び降り
『モーニングショー』より放送時間帯を拡大したことにより、ネット局によっては都合により放送時間が異なっていた。開始時に全てのネット局が8:00から9:55まで放送可能だった状況ではなかったため、『モーニングショー』と同じ時間帯、8:30と9:30に区切りを設けていた。
9:30終了
- 9時台後半は原則としてローカル枠としていた。日本テレビ系列の北日本放送・福井放送では9:30に終了していたが、前者は1997年3月31日に[9]、後者は1996年4月1日に[10] それぞれ9:55までの放送に切り替え。
- 朝日放送は、9:30で飛び降り、このローカル枠を長年「土曜ワイド劇場」の再放送枠に9:30から11:25の枠にかけて充てていた。2006年4月に再放送枠が13:55からの枠に移行することが決定し、ネットが可能となったため飛び降りを廃止、全てのネット局が9:55終了となった。

8:30開始
- TBS系列の山陰放送・宮崎放送は、2009年3月27日のネット打ち切りまでの16年間、8:30まで本来の系列番組（『ビッグモーニング』～『みのもんたの朝ズバッ!』）を同時ネットしていた関係もあり[注 33]、8:30 - 9:55の85分間の放送となっていた。
- 日本テレビ系列の山梨放送・北日本放送・高知放送及び福井放送では、番組開始から2004年10月1日までの11年半は8:30まで本来の系列番組『ズームイン!!朝!』→『ズームイン!!SUPER』を同時ネットしていたため、8:30に飛び乗っていた。その後、同年10月4日に『ズームイン!!SUPER』の終了時刻が8:00に繰り上がったため、飛び乗りが解消されフルネット化し、コマーシャルを挟まずに始まるようになった（ステブレレス。北日本放送は2011年3月31日まで）。
- 一方、同じ日本テレビ系列の四国放送は7時台のローカル情報番組『おはようとくしま』→『おはようとくしま プラス』が8:00までの放送だったが、1993年12月まで、8:00から『よみうりテレビ制作の朝ドラマ』を遅れネットで放送していたために8:30から飛び乗っていた。1994年1月からは8:00開始のフルネットで放送（2011年3月31日まで）。
- ANN系列局である広島ホームテレビは通常8時開始だが、毎年8月6日が平日に当たる際は特別番組（平和記念式典の生中継）を行うため、8:30からの飛び乗り放送となっている。しかし、山陰放送と宮崎放送が本番組のネットを終了したことで2009年3月30日より8:30の飛び乗り点がなくなったため、2009年は制作局のテレビ朝日が8:30でそれまでのVTRと話題[注 34] を区切り、2010年は8:30を迎えると同時に小木が広島ホームテレビの視聴者に改めて挨拶し、飛び乗り前にどんな内容の解説をしていたのかを簡単に紹介し[注 35]、広島ホームテレビの飛び乗りに配慮した。
- 朝日放送では番組開始から1996年9月27日まで8:30からの飛び乗り放送で『モーニングショー』時代と同一の放送時間だった。その後、同年9月30日から『おはよう朝日です』の放送時間が6:45 - 8:00に繰り上げ・短縮となったため、飛び乗りが解消され8:00開始となった。

8:00開始
- 7:30開始の時代、『ズームイン!!SUPER』を同時ネットしている山梨放送・北日本放送・高知放送及び福井放送と、7時台にローカル情報番組を組んでいる名古屋テレビ・朝日放送・四国放送・九州朝日放送の計8局が8:00飛び乗りネットを行っていた。前者の4局は『ズームイン!! - 』が終了後ステブレレスで放送が始まる（リニューアル初日である2006年4月3日のみ例外[注 36]）。近畿広域圏や中京広域圏などの都市圏で飛び乗りとなったため、当初はこれらの地域に配慮すべく、メインキャスターが8時台最初の登場時に改めて挨拶を行っていたが、8時最初はVTR（またはその続き）という事もあり、すぐに行われなくなった。6月頃から、8時過ぎのVTR明けに再び挨拶が行われる様になった。2007年4月2日より8時開始に戻ったため、フルネットに戻った。

### スポーツ中継の対応
- 毎年6月の全米オープンゴルフ最終日中継時と、8月の高校野球中継（朝日放送は夏季の開催期間中で1日4試合を行う場合、その他は第1試合で地元校出場となる一部地域のみ）の際は放送の休止（ネット局にとっては番組ネットの休止）を行っていた。
- 全米オープンゴルフ中継と世界水泳選手権中継はネットの関係上8:00 - 9:55は系列外局でも放送されることがあった（世界水泳選手権はBS朝日でも放送されている）。系列外局で放送されない場合は、本来の系列番組を放送せずに差し替え番組が用意されていた。
- 2005年は世界水泳選手権モントリオール大会の中継を行ったため、7月21日と22日は全ネット局とも9:30で終了となり、7月25日から8月1日まで同番組は休止となった。
- 2007年3月19日 - 23日、26日 - 30日の間は「優香のおはよう!世界水泳GO!GOLD!JAPAN!」（7:30 - 7:40）を放送したため、7:30開始地域は7:40スタートに繰り下げ。朝日放送・名古屋テレビ・九州朝日放送はローカル番組を一時中断して放送した。

2008年6月30日は、全米女子オープンゴルフ中継が早終了したため、その日に取り上げる話題の一部を紹介するVTRを放送した。
2009年度の「全米オープンゴルフ」最終日中継時(6月22日)は、「スーパーモーニング」は休止せず、8:30 - の85分放送となったため、例年ネットの関係で8:00以降のゴルフ中継を同時放送しているテレビ朝日系列外局では、中継枠を設けず本番組が始まるまでは、各局が個別で単発番組を放送した。（中継延長時の対応は不明）。
- 7 - 8月の間は一部のANN系列の放送局にて全国高等学校野球選手権大会の地方大会や本大会を中継するため臨時に9:30で飛び降りるケースがあった。また、本大会4試合日に第1試合の中継を行う局はその日に限り全編放送休止となる（試合開始までの空き時間は朝日放送発の『おはよう朝日・甲子園です』及び単発番組に差し替える。ちなみに、かつては本番組内で同高校野球の開会式の入場行進部分のみ朝日放送での中継映像を交えて放送していたが、現在は本番組のネット局の一部が高校野球中継のネットから離脱したため、行われていない模様）。なお、朝日放送では本大会の開催時は3回戦までは8:30飛び乗り、9:30飛び降りを行っていたが（その間はサンテレビジョン（SUN）、京都放送（KBS京都）などの独立UHF局でリレー中継）、1995年度よりは4試合日は当番組を休止し、3試合日は9:30飛び降りを行っていた。

## 特別版

### 年末最後の放送
年末最後は12月30日となることが多かった。放送日時は曜日や編成の都合で変動する。
2004年以降、年内最後の放送は昼の『ANNニュース』開始前の11:45 まで拡大される（一部テレビ朝日系列局と他系列局は定時終了）。ただし、2007年と最後の年となった2010年の年末最後の放送は、後座番組『ちい散歩』の拡大スペシャル放送のため全局定時終了。

### 年始の放送
2010年までの年始の放送（放送日は1月2日もしくは3日）は原則として「スーパーモーニング」のタイトルは使用せず、「超ワイド」などと銘打って放送されていた。司会者は同じだがサブに回り、さらにもう1名メインMCを加えて番組を進行する。晩年期の内容はほぼ芸能ネタ一色で（途中に『ANNニュース』をはさむ程度）、NHK『NHK紅白歌合戦』や芸能人のバカンス出国リポートに時間を割く。スタジオにはお笑い芸人を中心にタレントゲストが集結し、生中継で登場するゲストもいる。番組最後の年である2011年は、1981年から毎年大晦日の夜に放送された『ドラえもん』の特番がこの枠に編成したため、『モーニングショー』最後の年である1993年以来となる年始の放送なしとなった。
通常時の系列外ネット局では編成上の都合 から、年始特番は放送できず、正月三が日明けの最初の平日から放送開始となっていたが、2011年に関してはテレビ朝日系列フルネット24局も日本テレビ系列5局同様に1月4日開始となった。
| 放送日            | タイトル                                                                      | 司会                                     | 備考                           |
| ----------------- | ----------------------------------------------------------------------------- | ---------------------------------------- | ------------------------------ |
| 2005年以前 1月2日 | 新春ワイドショースペシャル                                                    | みのもんた 本番組女性キャスター          | タイトルは毎回微妙に変化       |
| 2006年1月3日      | スーパーモーニング新春スペシャル                                              | 渡辺宜嗣 赤江珠緒                        |                                |
| 2007年1月3日      | ニッポンの新春ワイド 絶景富士山!極上温泉紅白ハワイ縁起物満載4時間生で猪突猛進 | 渡辺宜嗣 野村真季 松井康真 堂真理子      | 『やじうまプラス』との合同特番 |
| 2008年1月3日      | 初出し!!芸能スクープ 超ワイド4時間生放送                                      | 赤江珠緒 小木逸平 名倉潤（ネプチューン） |                                |
| 2009年1月3日      | 新春ニッポン超ワイド 初出し芸能スクープ!!モー烈4時間生放送                    | 赤江珠緒 小木逸平 陣内智則               |                                |
| 2010年1月3日      | 新春ニッポン超ワイド 4時間ブチ抜き生放送～激動の芸能界30年総まくり            | 赤江珠緒 小木逸平 陣内智則               |                                |

- 放送時間は2005年以前が8:00 - 11:45、2006年は通常通り、2010年は『ニチアサキッズタイム』との兼ね合いから9:00からの放送。
- 2007年・2008年は正月三が日明け最初の平日（1月4日）の放送はいずれも祝日スペシャル同様10:30まで拡大放送となった（一部地域や系列外局はは9:55で飛び降り）。

### 祝日スペシャル
- 渡辺と鳥越が加わった2002年10月14日（体育の日）から、2008年7月21日（海の日）まで、祝日の放送を通常より35分延長[注 39] し、10:30まで祝日スペシャルとして放送していた。テレビ朝日と一部のテレビ朝日系列フルネット局を除き定時の9:54（金曜は9:53）に終了する（この時、渡辺が「一部の地域を除いて引き続き10:30まで放送します」とアナウンス）。飛び降り局は「スーパーモーニング 終」というテロップを表示し、終了していた。
- 2008年9月15日（敬老の日）からは、後座番組『ちい散歩』の好調により、祝日の枠拡大は廃止となった[注 40]。

### 報道特別番組等の対応
- 『報道特別番組』として放送される場合は本番組の出演者がテレビ朝日の報道フロアに移動して、そこから伝える形を取るようになる。日本テレビ系列が報道特別番組を組まない場合、『スーパーモーニング時間拡大』として放送される事もあった。報道特番になったとしても、日本テレビ系列のネット局も番組をネットしているため、ANNの冠を付けずに、あくまで番組販売の形で放送していた。日本テレビ系列が報道特別番組を組んだ場合や、TBS系列局はJNN協定の関係で定時終了となっていた。

## スタッフ
- ディレクター：江野夏平他
- プロデューサー：佐藤彰
- 制作協力：テレビ朝日映像（VIVIA)（赤江珠緒・小木逸平時代の2010年頃から、それ以前は『やじうまワイド』『やじうまプラス』『グッド!モーニング 』『こんにちは2時』『パワーワイド』『ワイド!スクランブル』『トゥナイト』『トゥナイト2』『邦子がタッチ』などとは違い『モーニングショー』（1993年4月2日まで）を含めて番組の制作協力には大きく関わってはいない）
- 制作著作：テレビ朝日

### 過去のスタッフ
- プロデューサー：紫藤泰之
- エグゼクティブプロデューサー：青木吾朗